# 後藤基次
後藤基次（日语：／ Gotō Mototsugu，1560年5月5日—1615年6月2日）是日本安土桃山時代及江戶時代早期的武士，父親為後藤基國。黑田家家臣，又稱後藤又兵衛，是黑田二十四騎、黑田八虎、黑田雙壁、日本七柱槍、大坂五人眾之一。
永祿3年（西元1560年）於播磨國姬路近郊神東郡山田村出生。父親是別所氏家臣、後仕於小寺政職的後藤新左衛門，又兵衛是家中次男。
天正6年（西元1578年）黑田孝高被荒木村重於有岡城幽禁之際，黑田家家臣一同提出效忠誓書時，又兵衛的伯父藤岡九兵衛拒絕簽署，於是後藤一族被追放，改仕於仙石秀久。

## 生平

### 黑田家臣期
天正14年（西元1586年）秀吉九州征伐時，攻略宇留津城。戶次川之戰時，仙石秀久敗於島津家久而逃回領國讚岐國，改仕於黑田孝高重臣栗山利安的與力，石高100石。黑田家改封至豐前中津時，原本的領主城井氏不願接受移封，為保衛領地而澈底抗戰，黑田派兵攻擊，但戰事不利，又兵衛與吉田長利共同勸黑田長政撤退，天正15年（西元1587年）12月進攻長岩城時身受重傷。文祿元年（西元1592年）隨同出兵朝鮮，在第二次晉州城攻防戰中製作龜甲車、裝甲車突破城牆，與加藤清正部屬森本一久競爭「一番乘」的軍功。慶長5年（西元1600年）關原之戰討取石田三成家臣剛槍使大橋掃部，戰後成為黑田家重臣，受命擔任筑前六端城之一的大隈城（益富城）城主，石高16,000石｡

#### 黑田家出奔後
黑田孝高死後2年，慶長11年（西元1606年），基次一族在黑田長政繼承黑田家後出奔。這是因為長政禁止家臣與關係惡劣的細川家交往，而基次卻與他國人士(細川氏､池田氏)頻繁書信往來。基於對基次智勇的賞識，福島正則、前田利長及結城秀康都想招攬他，但由於長政祭出「奉公構」的措施而無法在其他大名處任職。基次一度返國故鄉播磨國，在領主池田輝政介紹下，於岡山池田忠繼處任職。但由於「奉公構」的影響，慶長16年（西元1611年）於京都開始過著浪人生涯，以教學軍事為生；針對基次回歸黑田家的問題，黑田長政與幕府展開交涉，但因為與基次聯繫不佳而無法實現｡

#### 大坂之役
慶長19年（西元1614年）德川向豐臣宣戰，發生大坂之役，基次在豐臣家家臣大野治長的邀請下進入大坂城並被任命為"旗頭"；在天滿浦的閱兵式裡擔任指揮，獲得「摩利支天再生」的讚賞，為大坂城五人眾之一。山川賢信及北川宣勝都成為他的戰友，共同輔佐大野治長、治房。冬之陣時率領6000人擔任游擊，與木村重成共同防守鴫野、今福地區，與幕府方的上杉及佐竹勢對峙。
翌年5月爆發大坂夏之陣，在大和路平野部出口及國分村附近的【道明寺之戰】中，基次擔任先鋒率2,800兵迎敵，6日清晨天未明時，自平野鄉出陣。然而德川方的先鋒大將水野勝成已經先一步率領部隊進駐國分村，基次只能於小松山布陣，雖然兵少，仍擊殺企圖來襲的德川軍先鋒奥田忠次（奥田忠高之子），並佔優勢上風。但由於援軍薄田兼相、明石全登及真田信繁都因為大霧迷路未能及時抵達，導致基次遭到趕來支援的10倍兵力以上、伊達政宗家臣片倉重長為首的德川軍鐵砲隊包圍。但基次並不畏懼，親自率兵下山展開突擊，在戰鬥中被鐵砲擊成重傷無法行動後，要求部屬為他介錯，享年56歲。